# یعقوب (فیلم)
«یعقوب» (انگلیسی: Jacob) یک فیلم تلویزیونی به کارگردانی پیتر هال است که در سال ۱۹۹۴ منتشر شد. از بازیگران آن می‌توان به متیو موداین، لارا فلین بویل، شان بین، و جانکارلو جانینی اشاره کرد.